# Tratado de Tolentino

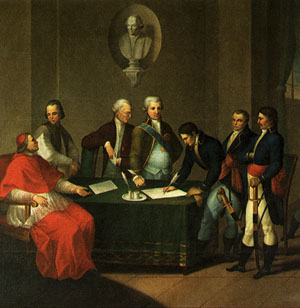
Assinatura do Tratado de Tolentino

Tratado de Tolentino (ou Paz de Tolentino) foi um acordo diplomático entre a França e os Estados Pontifícios assinado na cidade de Tolentino, na atual província italiana de Marche, em 19 de fevereiro de 1797. O tratado foi praticamente imposto por Napoleão Bonaparte (então comandante do "Exército da Itália") ao Papa Pio VI.
O tratado completou e piorou as cláusulas do tratado anterior (Armistício de Bolonha) entre o Papa e a França revolucionária (a cessão da parte do Apenino-Adriático dos Estados Pontifícios para a França).

## Cenário de guerra
O Tratado de Tolentino foi alcançado durante a Campanha Italiana iniciada pelo general Napoleão Bonaparte em 1796. Disposto a impor o domínio francês no norte da Itália, Bonaparte conseguiu à força obter do Papa Pio VI, em junho de 1796, o "Armistício de Bolonha".
Frustradas as tentativas dos austríacos de libertar Mantova com a Batalha da ponte de Arcole e a Batalha de Rivoli, Napoleão não tinha inimigos no norte da Itália e foi capaz de dedicar-se aos Estados Pontifícios, induzido à assinatura da cessação das hostilidades pelos 9 000 soldados franceses que invadiram a Romanha em fevereiro de 1797.

## Novas cláusulas
A indenização de guerra passou dos 21 milhões a 36 milhões de liras; o Papa também teve que ceder a cidade de Avinhão, com seu território, e o Condado Venaissino, anteriormente ocupado pelas forças francesas. Com o tratado, o Papa teve que dar obras de arte, mais de cem pinturas e estátuas que foram levadas para Paris.
O direito francês de entrar todos os edifícios (públicos, privados ou religiosos) para roubar as obras, foi estendida com os tratados de 1798 a todo o território italiano. Outras condições impostas incluem uma compensação para a família do jornalista Hugh Basseville, morto pela multidão por ter difamado o papa romano e que Ancona seria ocupada pelos franceses até a "paz continental" e depois retornaria aos Estados Pontifícios.
Em Paris, reuniram-se obras de valor inestimável: principalmente o busto de bronze de Giunio Bruto e a cabeça de mármore de Marco Bruto e muitas outras esculturas antigas preservadas em grandes museus em Roma, como no Vaticano e na "Villa Albani". Alguns questionaram a legitimidade dessas expropriações. Entre os defensores mais ardentes, havia Quatremère de Quincy, que em 1796 escreveu um panfleto, "Lettres à Miranda".

## Eventos subsequentes
Os territórios subtraídos do Estado Pontifício (Legações de Bolonha, Ferrara, Romanha e Ancona) tornaram-se parte da recém-formada República Cispadana, com sua capital em Bologna.
Em 19 de maio de 1797, Napoleão Bonaparte ordenou que a Romanha se unisse à "República Cispadana" e que dessa se retirasse Módena, Reggio Emilia, Ducado de Massa e Carrara para agregar-se à República Transpadana.
Em 9 de julho de 1797 a "República Cispadana" concretizou a sua união com a República Transpadana; as duas entidades formaram a República Cisalpina, com sua capital em Milão.